# Egri Érseki Jogakadémia
Az Egri Érseki Jogakadémia avagy Magyar Katolikus Jogakadémia  (latinul: Collegium Juridicum vagy Foglarianum, Foglarium) egri iskola volt.

## Történelem
Foglár György címzetes püspök alapította 1740-ben a Kossuth Lajos utca 8. sz. épületben (amely jóval később az angolkisasszonyok iskolájának és a Szilágyi Erzsébet Gimnáziumnak is otthona lett. A tanulmányi év kezdetben 2 év volt. A cél az volt, hogy Magyarországon is legyen katolikus jogászképzés. A következő évben a magyar rendi országgyűlés is elfogadta. 1754-től már a szomszédos új épületben, a Líceumban működött az akadémia, ugyanakkor Barkóczy Ferenc rendelkezése alapján már 3 kar működött, a jogi mellett teológiai és bölcsészeti is. 1762-1766 között az épület életveszélyes állapota miatt tanítás nem volt. 1774-től a gimnázium egyik épületében folyt a tanítás. 1785 és 1790 között II. József tilalma miatt újabb szünet következett a tanításban. Az 1848–49-es forradalom és szabadságharc idején nem volt tanítás, a hallgatók jó része beállt a Nemzetőrségbe, az épületben katonai kórház működött, majd a Bach-korszak idején betiltás miatt 1861-ig nem volt tanítás. 1862-től a képzés hossza 6 szemeszter. 1874-ben Trefort Ágoston miniszter a tanévek számát 4-re emelte, ugyanakkor a tanítási szint már az egyetemi szintnek felelt meg. 1923-ban az állam átvette a katolikus egyház iskola feletti jogait. Évekkel később több alkalommal is kezdeményezték, hogy az akadémiából egyetemet hozzanak létre, de hiába. A szocializmus kezdetén az akadémia megszűnt.

## Nevezetes igazgatók
- Foglár György (alapító)
- Danielik János
- Szmrecsányi Pál
- Bezegh András
- Durcsák János
- Dobronyay Miklós
- Frimm János

## Nevezetes tanárok
- Székely István
- Falcsik Dezső
- Kiss István
- Óriás Nándor
- Pápay Sámuel
- Perbíró József
- Szolcsányi Hugó
- Vida József

## Nevezetes tanulók
- Balassa Miklós
- Bárándy György
- Endrey Gyula
- Miller Jakab Ferdinánd
- Nedeczey János
- Németh Albert
- Palasovszky Béla
- Pápay Sámuel
- Reményi Antal
- Tóth Endre

## Fordítás
Ez a szócikk részben vagy egészben  a(z)   Ĉefepiskopa Jura Akademio (Eger) című eszperantó Wikipédia-szócikk ezen változatának fordításán alapul.  Az eredeti cikk szerkesztőit annak laptörténete sorolja fel. Ez a jelzés csupán a megfogalmazás eredetét és a szerzői jogokat jelzi, nem szolgál a cikkben szereplő információk forrásmegjelöléseként.